# João Inácio Rodrigues do Carmo
João Inácio Rodrigues do Carmo (? — ?) foi um político brasileiro.
Foi 5º vice-presidente da província do Amazonas, tendo assumido a presidência interinamente de 9 a 24 de setembro de 1867.